# Snabel-a
Snabel-a er den danske betegnelse for tegnet @. Tegnet bruges fx i email-adresser til at adskille adressatangivelse og domænenavn.

## Oprindelse
Snabel-a findes i flere forskellige betydninger i ældre håndskrifter. Det kunne være en ligatur for det latinske ord ad, en ligatur, der kan sammenlignes med og-tegnet (&), der er en sammenskrivning af det latinske et (som betyder "og").
I et håndskrift fra renæssancen, dateret til 1536, repræsenterer tegnet en amfora, som blev brugt som vægt- og rumfangsenhed.
Papir/pergament var kostbart, så derfor havde man mange forkortelser. Fra senere tid kendes et snabel-a som tegn på det franske à ("a" på dansk). I 1600-tallets venetiansk kunne tegnes anvendes for ”adi” (”addì” i standardiseret italiensk, dvs. ’på dagen’), som kan ses på et sundhedspas fra 1667.

## Teknisk kodning
Kodning for tegnet @ til brug i IT-systemer findes i ASCII, ISO 8859, Unicode m.fl.
Snabel-a blev godkendt af International Telecommunication Union 3. maj 2004 som morsetegn i morsealfabet og er koden for A og C som ét tegn (.--.-.).

## Anvendelse i emails og anden IT
Da Ray Tomlinson i 1971 fandt på at sende e-mail mellem to computere på arpanet og skulle vælge en måde at skrive e-mailadressen på, havde han brug for et tegn til at skille personnavnet fra computerens (eller stedets) navn. Behovet var et tegn, som ikke indgår i et personnavn, firma eller stednavn, og som findes på et normalt tastatur.
På Univac 1108-computere indlæste man opgaver via en hulkortlæser.
På hulkort, hvor der stod en kommando til operativsystemet, skulle første tegn på hulkortet være et @-tegn. I tegnsættet Fieldata hed tegnet master space.
I 1970'erne var der på det regionale edb-center ved Københavns Universitet, RECKU, opstillet en Univac 1108 som anvendtes af mange studerende ved DIKU, Datalogisk Institut ved Københavns Universitet.
Blandt studerende anvendtes betegnelsen snabel-a om tegnet @.[kilde mangler]
På det tidspunkt var snabel-a'et endnu ikke udbredt som tegn i en e-post-adresse – dette kom først med indførelsen af domænenavne i begyndelsen af 1980'erne.[kilde mangler]
I et andet tidligt computersystem anvendtes @ til at lave linjeskift[kilde mangler], fordi tegnet ikke blev brugt som et normalt tegn.

## "@" betydning og brug i engelsk sprog
"@" er en forkortelse for det engelske ord at, som på dansk bl.a. betyder ved eller per. Så en email-adresse "alice@business.co.uk" skal fortolkes som: brugernavn "alice" hos internetdomæne "business.co.uk".
Eksempler:
- Angivelse af stykpris: I betydningen "til stykpris af" - fx "3 apples @ 2¢", "7 @ $2", svarende til det danske a (som i "4 æbler a 2 kr.").
- "I am@school"
- Tidsangivelse: Der findes også en stigende anvendelse af tegnet @ tilknyttet tidsangivelser, eksempelvis @600 "at 600" = kl. 6.00[kilde mangler]

## @ på andre sprog
- Afrikaans, aapstert ("abehale").
- Engelsk, commercial at, at symbol, at sign eller bare at ("hos").[11][12]
- Esperanto, ĉe ("hos, ved") eller heliko ("snegl")
- Finsk, ät-merkki, kissanhäntä, ("kattehale") og miukumauku ("mijavtegnet").
- Fransk, arobase (afled af spansk/portugisisk) eller arrobe.[13]
- Færøsk, Kurla.
- Grønlandsk, Snabel-a eller a-nagguaatsulik ("a med elefantsnabel").
- Græsk, To pap’aki’ ("Den lille and").
- Hebræisk, i hverdagssprog Strudel (שטרודל) eller (officielt) krukhit (כרוכית) (det hebræiske ord for strudel).
- Hollandsk, apenstaartje ("lille abe-hale").
- Italiensk, chiocciola ("snegl").
- Koreansk, golbaeng-i (골뱅이) dialektal variation af daseulgi (다슬기) som er navnet på en lille ferskvandssnegl uden tentakler.
- Kinesisk (mandarin), xiao laoshu (小老鼠) (lille mus) eller laoshu hao (老鼠號) ("musetegn").
- Norsk, alfakrøll eller krøllalfa.
- Polsk, officielt atka, men i dagligtale małpa ("abe") eller małpka ("lille abe").
- Russisk, sobačka (собачка) ("lille hund").
- Slovakisk, zavináč som er betegnelsen for en slags sammenrullet spegesild – rollmops.
- Slovensk, afna (lille abe).
- Spansk og Portugisisk, arroba.
- Svensk, snabel-a eller kanelbulle.
- Tjekkisk, zavináč som er betegnelsen for en slags sammenrullet spegesild – rollmops.
- Tyrkisk, gül ("rose") eller kulak ("øre").
- Tysk, almindeligvis siges [ɛt], altså en tilpasset version af det engelske at [æt], når talen falder på e-mailadresser, men desuden kan der for skrifttegnet bruges ord som Affenschwanz ("abehale"), Affenohr ("abeøre"), Affenschaukel ("abevugge"), Klammeraffe ("edderkopabe") eller kaufmännisches A (pendant til engelsk "commercial A").
- Ungarsk, kukac ("orm" eller "maddike").